# 颌丽鱼属
頜麗魚屬，是條鰭魚綱䲁形目麗魚科下的一個屬。

## 分類
本屬屬於褶唇麗魚亞科，目前被認可的種如下：
- 全顎頜麗魚 Gnathochromis permaxillaris
- 法氏頜麗魚 Gnathochromis pfefferi